# Копча Володимир Михайлович
Володимир Михайлович Копча (нар. 12 грудня 1984) — український футболіст, що грав на позиції нападника. Відомий насамперед виступами за низку латиських та українських футбольних клубів.

## Клубна кар'єра
Володимир Копча розпочав виступи в професійному футболі в 2003 році у складі команди найвищого латвійського дивізіону «Рига», проте зіграв у складі команди лише 1 матч. У першій половині 2005 року український футболіст провів 6 матчів за іншу команду найвищого латиського дивізіону «Олімпс», а в другій половині року зіграв 7 матчів у складі іншої команди найвищого латвійського дивізіону «Вента». У 2006 році Копча грав у складі команди першої ліги «Борисфен» з Борисполя. У 2007 році футболіст був у складі команди другого латвійського дивізіону «Віндава». На початку 2008 року форвард знову повернувся в Україну, де в першій половині року грав у складі команди другої ліги «Княжа» (Щасливе), а в другій половині року грав у складі команди першої ліги «Прикарпаття» з Івано-Франківська. У 2010 році Володимир Копча грав у складі команди другої латвійської ліги «Гулбене-2005».